# Izabela Szolc
Izabela Szolc (ur. 30 sierpnia 1978) – polska pisarka, autorka głównie literatury fantastycznej.

## Życiorys
Debiutowała w styczniu 1997 opowiadaniem Watykan opublikowanym na łamach czasopisma „Nowy Talizman”. Drukowała opowiadania w „Click! Fantasy”, „Feniksie”, „Hunterze”, „Nowej Fantastyce”, „Nowym Talizmanie”, „Science Fiction”, „SFinksie”, „Wróżce”. Publikowała również w antologiach Wizje alternatywne 4, Wizje alternatywne 5 pod redakcją Wojciecha Sedeńki, niemieckiej antologii Reptilienliebe, Antologia Młodej Prozy pod redakcją Konrada T. Lewandowskiego. Jest również autorką scenariuszy do komiksów, scenariuszy filmowych oraz współautorką albumu fotograficznego stworzonego wraz z Piotrem Dłubakiem.
Nominowana do Srebrnego Globu ’98 za opowiadanie Latarnia Heaven. Powieść Wszystkiego najlepszego uzyskała wyróżnienie w konkursie na „polską Bridget Jones”.

### Życie prywatne
Mieszka na łódzkich Bałutach.

## Publikacje

### Książki
- 2003: Wszystkiego najlepszego, Zysk i S-ka
- 2003: Hebanowy świat, Fabryka Słów
- 2004: Lęk wysokości, Zysk i S-ka
- 2004: Jehannette, Runa
- 2004: Opętanie, Solaris
- 2005: Połowa nocy, Runa
- 2007: Ciotka małych dziewczynek, Nowy Świat
- 2008: Cichy zabójca, Nowy Świat; kryminał
- 2008: Cichy zabójca (w wersji audio), Biblioteka Akustyczna; kryminał
- 2010: Naga (zbiór opowiadań), Amea
- 2010: Martwy punkt, Nowy Świat; kryminał
- 2011: Strzeż się psa. Psi kryminał, Oficynka
- 2012: Siostry, Smak Słowa
- 2013: Żona rzeźnika, Amea
- 2015: Śmierć w hotelu Haffner, Wydawnictwo Forma
- 2021: Zemsta to za mało; kryminał
- 2021: Kara to nie wszystko; kryminał

### Opowiadania
- Watykan – „Nowy Talizman” 1/1997, „Reptilienliebe”. Internationale Science Fiction Stories herausgegeben von Wolfgang Jeschke, Wilhelm Heyne Verlag, München 2001
- Pani Śniegu – „Nowy Talizman” 1/1997
- Grzeczna dziewczynka – „Nowy Talizman” 2-3/1997
- Jehannette – „Fenix” 3 (72) 1998
- Latarnia Heaven – „Fenix” 10 (79) 1998
- Lady Macbeth – „Fenix” 3 (82) 1999
- Czarnoksiężnik – „Fenix” 6 (85) 1999
- Aleo He Polis – „Fenix” 8 (87) 1999
- Kawiarenka pod kasztanem – Antologia Młodej Prozy, Magazyn Cogito, Warszawa 1999
- Dziwna historia – „Fenix” 2 (91) 2000
- Świętokradztwo – „Nowa Fantastyka” 6 (213) 2000
- Gra – „Hunter” 6, październik 2000
- M. – „Hunter” 1 (8), styczeń 2001
- Pani gryfów – „Fantasy”, numer 2, czerwiec 2002
- Rattus Norvegicus – „Science Fiction”, nr 20 (grudzień 2003)
- Anna – „Nowa Fantastyka” 2 (245), luty 2003
- Połowa nocy – „Fantasy” 1/03 (7), marzec 2003
- Polowanie na zęby – „Sfinks” maj/lipiec 3/2003 (vol. 34)
- Tir Tarngiri – „Science Fiction”, nr 27 (czerwiec 2004)
- Villa Diodati – Magazyn „Fantasy”, 3/03 (9), lipiec 2003
- Gorzki popiół – „Fantasy”, 4/03 (10), październik 2003
- Miłość z szafy – „Wróżka” 11, listopad 2003
- Izabella – Antologia „Wizje alternatywne 4”, Wydawnictwo Solaris, Olsztyn 2003
- Martwe złoto – „Science Fiction”, nr 36 (marzec 2004)
- Pieśń niewinności – „Fantasy”, 3/04 (13), kwiecień 2004
- Dobry gość – „Wróżka” 4, kwiecień 2004
- Nierządnice – „Science Fiction”, nr 41 (sierpień 2004)
- Córka – Antologia „Wizje alternatywne 5”, Wydawnictwo Solaris, Olsztyn 2004
- Owoc żywota – „Science Fiction” nr 44 (listopad 2004)